# Dolsk (gromada w powiecie śremskim)
Dolsk – dawna gromada, czyli najmniejsza jednostka podziału terytorialnego Polskiej Rzeczypospolitej Ludowej w latach 1954–1972.
Gromady, z gromadzkimi radami narodowymi (GRN) jako organami władzy najniższego stopnia na wsi, funkcjonowały od reformy reorganizującej administrację wiejską przeprowadzonej jesienią 1954 do momentu ich zniesienia z dniem 1 stycznia 1973, tym samym wypierając organizację gminną w latach 1954–1972.
Gromadę Dolsk z siedzibą GRN w mieście Dolsku (nie wchodzącym w skład gromady) utworzono – jako jedną z 8759 gromad na obszarze Polski – w powiecie śremskim w woj. poznańskim, na mocy uchwały nr 36/54 WRN w Poznaniu z dnia 5 października 1954. W skład jednostki weszły obszary dotychczasowych gromad Jaskółki, Lubiatowo, Księginki, Mełpin, Małachowo, Mszczyczyn i Trąbinek ze zniesionej gminy Dolsk w tymże powiecie. Dla gromady ustalono 18 członków gromadzkiej rady narodowej.
1 stycznia 1960 do gromady Dolsk włączono obszary zniesionych gromad Ostrowieczno i Wieszczyczyn w tymże powiecie.
1 stycznia 1970 do gromady Dolsk włączono 886,92 ha z miasta Dolsk w tymże powiecie, natomiast 21,68 ha (część wsi Jaskółki) z gromady Dolsk włączono do miasta Dolsk.
Gromada przetrwała do końca 1972 roku, czyli do kolejnej reformy gminnej. 1 stycznia 1973 w powiecie śremskim reaktywowano gminę Dolsk.